# آنجلا کافلن
آنجلا کافلن (به انگلیسی: Angela Coughlan) (زادهٔ ۴ اکتبر ۱۹۵۲) شناگر اهل کانادا است.